# Eduard Lindner
Lindner Eduard (n. 23 iunie 1903, Vama, județul Suceava – d. 27 mai 1964, București) a fost un inginer și un pilot sportiv de performanță român.

### Biografie
Lindner Eduard s-a născut în comuna Vama, satul Prisaca Dornei, raionul Câmpulung, regiunea Suceava.
Tatăl său, Lindner Franz, născut la Botoșani în anul 1876 din părinți germani emigrați din Bavaria, a fost mecanic-morar în Bacău. Mama sa, Lindner Laura, (născută Köhler, în 1876, în comuna Pojorâta, Suceava) a decedat în 1930 la Galați. A avut un frate, Lindner Emil, mort de tuberculoză pulmonară în 1928 la Galați.
În 1939 s-a căsătorit cu Stela Sava, de care s-a despărțit prin divorț în 1947. 
În anul 1951 s-a recăsătorit cu Manolescu Ioana, născută Marinescu, văduvă prin decesul primului ei soț, Manolescu Victor, fost avocat la P.T.T. 
A avut doi copii: Lindner Alexandru, născut în București la 12 mai 1940, inginer de îmbunătățiri funciare, și Lindner Cristina, născută în București la 8 august 1942, artist instrumentist.
A decedat din cauza unui carcinom renal. Este înmormantat la Cimitirul Bellu din București, nu departe de un alt cunoscut aviator român, Gheorghe Bănciulescu.

### Studii
A absolvit școala primară în satul natal, liceul teoretic (secția reală) – primele 5 clase la liceul Ferdinand din Bacău, ultimele 3 clase la liceul Petru Rareș din Piatra Neamț, unde a dat și bacalaureatul în 1923. Studiile superioare de inginer le-a urmat între anii 1924-1933 la Universitatea București, Facultatea de Științe, Institutul Electrotehnic, de la care a obținut diploma de inginer electrician cu nr. 147/1934, cu mențiunea „foarte bine”.
Durata lungă a studiilor sale superioare sa datorat faptului că, a trebuit să se întrețină singur muncind ca mic funcționar sau dând meditații. Astfel a fost angajat ca meditator permanent la partea științifică (matematici, fizică, chimie) și la limba germană a lui Vintilică Brătianu fiul ministrului Vintilă Brătianu.
A urmat școala militară pentru ofițeri de geniu de rezervă din București în 1930-31. A fost trecut apoi în 1938 din oficiu din arma geniului în arma aviației.

### Activitatea sportivă
În anul 1936 înființându-se în cadrul „Metropolei” (asociația de sport a salariaților dela Soc. Generală de Gaz și Electricitate cât și a celor dela Uzinele Comunale București, unde intrase în serviciu în 1934) o secție de aviație, a urmat pilotajul la ARPA în cadrul Școlii de Aviație Mircea Cantacuzino de la Băneasa și a obținut brevetul de turism de gradul I și II în 1936. A avut ca instructori pe Florea Chifulescu și Constantin Abeles.
Având aptitudini excepționale, a reușit în timp relativ scurt să se evidențieze ca un bun pilot de turism în cadrul diferitelor concursuri aeriene din țară, iar în Concursul aerian al Micii Înțelegeri (România, Iugoslavia, Cehoslovacia) din 1938, a fost declarat câștigatorul absolut al concursului, obtinând cel mai mare punctaj la toate categoriile,  ceea ce a determinat câștigarea concursului de către România. În cadrul concursului a zburat pe un avion Caudron C.600 Aiglon pus la dispoziție de ARPA, Pentru această performanță a primit Cupa Președintelui Beneș , Placheta de Aur pentru obținerea locului I în cadrul categoriei IIB și  Cupa Presei Cehoslovace din partea Cehoslovaciei, apoi Cupa F.A.R.R 1938 pentru primul loc în clasamentul general din partea României. Ing. Eduard Lindner a fost decorat de Regele Carol al II-lea pe 24 iunie 1939 cu Ordinul Virtutea Aeronautică de pace, clasa Cruce de Aur (FD Nr. 2595, Brevet nr. 295). A concurat în acestă întrecere aviatică alături de ing. Ion Cociașu (deținătorul recordului mondial pentru avionete), Matei Ghica Cantacuzino, Nadia Russo și alții. Au participat 44 de avioane din care 25 cehoslovace, 11 iugoslave și 8 românești.

### Ordine și decorații
- Ordinul Virtutea Aeronautică de pace, clasa Cruce de Aur, 1939, detalii la Activitatea Sportivă
- Ordinul Vulturul German, clasa 3-a cu spade, Ministerul Apărării Naționale, Cabinetul Ministrului, cu nr. 6979 din 19.01.1943.

În timpul celui de al doilea război mondial a fost mobilizat pe loc la U.C.B. dirijînd lucrările de întreținere și reparații ale pagubelor provocate de bombardamente asupra rețelelor de apă și canalizare din București.
Aici a acționat cu oarecare întreruperi, cînd a fost concentrat în Comandamentul Român al Școlilor Aero din București. Aici era instruit personalul de aviație, folosindu-se atunci într-o largă măsură instrucțiuni și regulamente germane pentru avioanele de fabricație germană din dotarea armatei române. Pentru traducerea era organizat un birou specializat. În acest birou al cărui șef era căpitanul Serghie Ștefan a lucrat și ing. Eduard Lindner în calitate de traducător din limba germană în limba română, în timpul a câtorva concentrări.
Dat fiind faptul că în acel birou se traduceau diverse regulamente și instrucțiuni de pilotaj, de navigație aeriană, de întreținere de avioane, motoare, aparataje de bord etc., și deoarece acesta cunoștea foarte bine ambele limbi, avînd totodată și cunoștințele tehnico-aviatice necesare (ca inginer și pilot) a putut face față acestor sarcinii de traducător cu mult succes. În această perioadă Comandamentul român al Școlilor Aero a întocmit o listă de propuneri de decorare cu Ordinul Vulturul German, printre care a fost propus și el. Astfel ing. Eduard Lindner a fost decorat cu acest ordin german, cu care erau distinși de altfel numai cetățeni străini față de statul german.
A colaborat aici cu Comandor Balaban Zamfir, care era director de studii, Morărescu Gheorghe,  traducător, Căpitan Serghie Ștefan, Tg. Jiu, care era Șeful Biroului de Traduceri.

### Activitatea profesională
După terminarea studiilor de inginer a intrat la 1 decembrie 1934 în serviciul Uzinelor Comunale București (U.C.B.), unde a lucrat până la 11.01.1945. Sub conducerea Directorului General Nicolae Caranfil a contribuit în mod decisiv la amenajarea lacurilor din nordul Bucureștiului. A fost pus în disponibilitate de la U.C.B. pe 22.10.1945 prin decret regal, fiind deportat ca etnic german în U.R.S.S. la Krasnodon, în bazinul carbonifer al Donețului, unde a prestat ca cetățean român de origine etnică germană, timp de aproape un an (11.01.1945-5.12.1945) muncă pentru reconstrucția zonelor devastate de război.
La U.C.B. a avut diferite posturi de răspundere: șef al secției „Cercetarea pierderilor de apă” din rețeaua de distribuție, Sef al serviciului de verificări, Sef al serviciului de Branșamente și Racoarde, ultima funcțiune fiind Sef al Serviciului „Distribuția Apei”, la care a depus mai cu seamă în ultima perioadă a războiului eforturi mari pentru asigurarea alimentării cu apă a populației capitalei, rețeaua de distribuția apei suferind multe și grele avarii prin bombardamentele aeriene ce au avut loc în perioada aprilie-august 1944 și în timpul cărora nu avea voie să părăsească orașul.
După întoarcerea sa din U.R.S.S. nu a mai putut găsi la nici-o instituție un post, astfel că a fost nevoit să lucreze în anii 1946-47 și până la 20.09.1949 ca instalator autorizat de U.C.B. și Soc. Generală de Gaz și Electricitate.
De la 20 septembrie 1948 până la 20 iulie 1951 a lucrat la Centrala Industrială a Energiei Electrice (C.I.E.E.), Direcția Centrală Industrială a Energiei Electrice (DCIEE) din Ministerul Industriei și apoi la Ministerul Energiei Electrice nou înființat în funcția de referent tehnic de specialitate (Direcția Investiții) și la Direcția Generală a Electrificării ca Sef al Serviciului de Control și Recepții și ca Șef al Serviciului Mecanicului Șef.
La 20 iulie 1951 a fost transferat la ISPE (Institutul de Studii și Proiectări Energetice) unde am lucrat în cadrul Sectorului Hidro și apoi la Sectorul Tehnic, ultima funcție fiind specialist de înaltă calificare „Instalator Șef”, calitate în care avea sarcina de a coordona și controla partea de instalații a proiectelor.
Din activitatea depusă la ISPE a fost transferat pe data de 10.04.1954 la Ministerul Transporturilor Navale și Aeriene și de acolo, pe data de 19.04.1954 la IPROIL (Institutul de Proiectări pentru Industria Lemnului) devenit apoi IPCI - IPROCIL și ISPF (Institutul de Studii și Proiectări Forestiere) unde a lucrat până la 1 aprilie 1960, ocupând funcția de Sef al Atelierului de proiectare „Instalații Energetice și Electrice” timp de c. 5 ani, iar ultimul an funcția de verificator  al colectivului de devize și indici-tehnici-economici pentru partea de instalații a lucrărilor proiectate.
De aici a fost eliberat la 1 aprilie 1960 și nu a mai putut găsi o slujbă decât la 20 septembrie 1960, când a fost angajat la TRCLB (Trustul Regional de Construcții Locale București), întreprinderea, unde a lucrat până la 16 februarie 1961.
La 18 februarie 1961 a obținut transferul la Trustul de Construcții și Montaje Energetice (TCME). La 11 decembrie 1961 s-a transferat la Institutul de Proiectări pentru Construcții și Materiale de Construcții (IPCMC).

### Publicații
- Manualul inginerului constructor, București, 1952, din care a elaborat împreună cu inginerul Bogdan Silviu capitolul (secțiunea XXIV), denumit „Amenajări hidroenergetice”

### Securitate
Din cauza originii etnice germane și a decorației germane primite în timpul războiului a fost urmărit timp de 15 ani, până la moarte de către Securitate, întocmindui-se dosar informativ.